# Benito de San Juan
Benito de San Juan, né en 1727 et mort le 7 janvier 1809, était un général et commandant en chef des forces espagnoles lors de la bataille de Somosierra, pendant la guerre d'indépendance espagnole.

## Biographie
Il commence sa carrière militaire comme lieutenant-colonel des hussards d'Estrémadure pendant la guerre des Oranges. Remarqué par Manuel Godoy, il est promu au rang de colonel et en 1802, il devient commandant de la garde personnelle de Godoy. Peu après, il est de nouveau promu, cette fois au rang de brigadier. En 1805, il obtient le grade de mariscal — qui correspond au grade de général — et est nommé inspecteur général de l'infanterie et de la cavalerie.
Pendant la guerre d'indépendance espagnole, il assume le commandement en chef des forces espagnoles affectées à la défense de Madrid. Sachant la faiblesse de son armée, très inférieure à l'armée française, considérée à l'époque comme la meilleure force de combat, il choisit de tenir l'ennemi à distance et concentre ses troupes à Somosierra sur la route menant à la capitale espagnole. Cependant, au cours de la bataille de Somosierra, il perd la majeure partie de son artillerie et ses forces sont dispersées. Il est lui-même blessé plusieurs fois pendant la charge de la cavalerie polonaise.
Il parvient à se retirer à Talavera, où il essaie de rassembler son armée. Cependant, au sein de l'armée espagnole, composée dans une grande partie d'appelés des paysans volontaires sans formation militaire, la révolte gronde. Le 7 janvier 1809, des mutins capturent le général et l'exécutent.

## Sources
- (en) Cet article est partiellement ou en totalité issu de l’article de Wikipédia en anglais intitulé « Benito de San Juan » (voir la liste des auteurs) dans sa version du 26 septembre 2007.